# Июльский дождь
«Ию́льский дождь» — советский художественный фильм режиссёра Марлена Хуциева, вышедший на экраны в 1966 году.

## Сюжет
Лена — переводчица в типографии. Её жених Володя — перспективный учёный. Обоим около тридцати. Фильм рассказывает об их жизни на протяжении нескольких месяцев: от июльского дождя до поздней осени. История с научным докладом Володи, который присвоил себе его начальник-профессор.
Во время летнего ливня случайный прохожий Женя одалживает Елене свою непромокаемую куртку. Елена даёт ему свой номер телефона, чтобы при случае вернуть куртку. Тем не менее, каждый раз, когда Женя звонит Елене, обстоятельства складываются так, что они не могут встретиться. Елена иронизирует на этот счёт, предполагая, что Жени не существует, а есть только его голос.
Вечеринка у одного из общих друзей Володи и Елены в современном стиле — без стола в центре комнаты, оливье и обильных возлияний. Алик исполняет свои песни под гитару. Ранним утром Володя и Елена возвращаются домой пешком. Через несколько дней, во время уборки в квартире, мать отчитывает Лену за то, что та до сих пор не вышла замуж. Лена переводит тему разговора на необходимость ремонта в квартире.
Вечером друзья снова собираются, на этот раз в квартире Володи. Алик делится своими наблюдениями о том, что все люди сделаны из разных твёрдых материалов. Кто-то крыт черепицей, кто-то сделан из соломы, а кто-то — из синтетики. Володя, по его мнению, сделан из тугоплавкого металла, который можно запускать в космос. В разговоре с Леной Володя размышляет на тему своей мягкости и о том, что надо «выбиваться в люди».
Осенью наступает неожиданная смерть отца Лены; родственники и знакомые собираются в квартире матери. В давящей тишине все беспрестанно курят и ведут пустые разговоры. Лена в очередном разговоре с Женей говорит, что дни проходят незаметно, без событий. Они снова не могут встретиться.
Компания друзей и коллег выбирается за город на пикник. Елена собирает редкие грибы. Алик утверждает, что мы живём в то время, когда для человека нормально сделать другому подлость. Это, своего рода, современная дуэль. Володя устраивает заплыв в холодной осенней реке. Шаповалов готовит шашлыки, а Владик тем временем делится познаниями о различных органических ядах. Вечером у костра все играют в «Города» и рассказывают «страшные» истории. Неожиданно Лена просит Алика не петь сегодня.
Отпуск Елена и Володя проводят вместе у моря. Несмотря на осень, погода на юге хорошая, и пара загорает и купается. После отпуска Володя делает Елене предложение. Отношения, начинающиеся как идеальные, заканчиваются разрывом, когда Лена, пересмотревшая взгляды на жизнь и разочарованная, отказывается выходить за Володю замуж.
Финальная сцена фильма: встреча фронтовиков у Большого театра. В толпе ветеранов мелькает радостное лицо Алика.

## В ролях
| Актёр               | Роль                                                          |
| ------------------- | ------------------------------------------------------------- |
| Евгения Уралова     | Лена, переводчица в типографии                                |
| Александр Белявский | Володя, молодой учёный                                        |
| Юрий Визбор         | Алик                                                          |
| Евгения Козырева    | мать Лены                                                     |
| Александр Митта     | Владик, эрудит                                                |
| Илья Былинкин       | Женя, телефонный знакомый Лены                                |
| Юрий Ильчук         | Лёва                                                          |
| Алла Покровская     | Лёля Курихина                                                 |
| Борис Белоусов      | Шаповалов, профессор                                          |
| Валерия Бескова     | жена Шаповалова                                               |
| Валентина Шарыкина  | Люся, продавщица «Детского мира» в отделе технических игрушек |
| Виталий Беляков     | Юра, спортивный мужчина, гнущий подковы                       |

## Съёмочная группа
- Режиссёр: Марлен Хуциев
- Авторы сценария: Анатолий Гребнев, Марлен Хуциев
- Оператор: Герман Лавров
- Художник: Георгий Колганов
- Авторы песен: Юрий Визбор, Евгений Клячкин, Булат Окуджава

## Производство
Сюжет фильма родился у режиссёра ещё на съёмках «Весны на Заречной улице», в Одессе. Он вбежал в телефонную будку во время дождя и представил, что там же прячется девушка, а он накидывает на неё пиджак (примерно такой сценой начинается фильм).
Главную мужскую роль мог сыграть футболист Валерий Воронин. Марлен Хуциев считал, что внешность главного героя его фильма должна быть непривычной для советского кинематографа, и потому долго искал актёра на эту роль. Однажды он зашёл в ресторан Дома кино и увидел Воронина. Хуциев, совсем не интересовавшийся футболом, никогда ранее не видел Воронина, и расстроился, приняв того за иностранца, но как только узнал, что рядом советский спортсмен, подошёл к нему и предложил снять его в кино, но тот отказался, сославшись на спортивный график.

## Художественные особенности
Герои фильма — это, по сути, повзрослевшие герои предыдущего фильма Хуциева «Застава Ильича» (1965), лишившиеся романтических ожиданий. Как и предыдущая лента, «Июльский дождь» по технике близок к кинематографу французской новой волны, особенно к ранним работам Трюффо. На это, в частности, указывает Александр Генис:
Эти длинные планы, положенные, как было модно в то время для значительности, на музыку Баха <…>, обладают некоей кинематографической магией, которая, впрочем, пропадает всякий раз, когда герои открывают рот. «Июльский дождь» не похож на обычный рассказ, скорее это зарисовки, очерки, наброски. Здесь нет ничего обязательного, ничего необходимого. Камера легко отвлекается от истории ради введения посторонних линий, ради интересного лица или интерьера. Такая композиция, по касательной, соотносит «Июльский дождь» с фильмами новой волны, родившейся в начале 60-х годов во французском кинематографе.
Расстояние между отчуждёнными друг от друга тридцатилетними заполняется панорамными кадрами современной Москвы, город выступает «как неизбежная и порой спасительная пауза между осколками жизни». По замечанию Петра Шепотинника, сложно найти фильм, где «с сюжетной точки зрения нефункциональное пространство так своевольничало бы»: вместо выстраивания сюжета режиссёр заворожённо «смотрит минут десять, как разномастные иномарки подруливают к посольству». 

Киновед Ирина Изволова подчёркивает характерный для фильма разрыв между словами и изображением:

Не стоит напоминать о невероятной болтливости фильма «Июльский дождь», о бесконечных бессмысленных диалогах, монологах, играх в слова. Смысл слов дробится, ускользает, его невозможно удержать, зафиксировать. Все ищут «скрытый смысл».

Фильм вышел в самом конце «оттепели», примерно тогда же были положены на полку фильмы Андрея Кончаловского, Андрея Тарковского, Киры Муратовой, Александра Алова и Владимира Наумова. В «Июльском дожде» режиссёр и сценарист отразили настроение конца эпохи, но без какой-либо публицистичности.

## Музыка
В начале картины горожане деловито шагают по улицам под звуки марша из оперы «Кармен» Жоржа Бизе, затем слышатся характерные шумы (шуршание, свист), сопровождающие перевод радиоприёмника на другую волну, популярные эстрадные мелодии сменяют одна другую, затем слышен репортаж с футбольного матча и т. д. В фильме звучат песни в исполнении Юрия Визбора: «Песенка о пехоте» (слова и музыка Булата Окуджавы), «Спокойно, товарищ, спокойно…» (слова и музыка Юрия Визбора), «Ботиночки дырявые» (слова и музыка Евгения Клячкина), также использованы фрагменты записей вокального октета «The Swingle Singers» (альбом Jazz Sebastian Bach (1963), Sinfonia from Partita No.2 in C Minor, BWV 826), Orchester Walter Eichenberg (композиция «Wunderland Bei Nacht»), фрагмент песни Шарля Азнавура «Ô! Toi La Vie» (1963), фрагменты композиции «La vie en rose» в исполнении Бинга Кросби и, позже, Луи Армстронга. В эпизоде встречи фронтовиков у Большого театра звучит песня «Дорога на Берлин» в исполнении Леонида Утёсова.
В фильме также присутствуют фрагменты: 4 части квинтета соль-минор, Op. 57 Д. Шостаковича, 1 части Шестой симфонии С. Прокофьева, ноктюрн Шопена (оп. 9, №2).

## Прокат
Чиновники от кино приняли фильм в штыки и ограничили его прокат; в кинотеатрах его увидели всего 3 млн зрителей.
29 августа 1967 года в газете «Советская культура» появилось открытое письмо критика Ростислава Юренева Хуциеву, где «Июльский дождь» обвинялся в слабой драматургии, претенциозной режиссуре, затянутости, эстетизме, во вторичности по отношению к предыдущему фильму. По мнению киноведа Мирона Черненко, в письме можно «увидеть, как последовательно и непринуждённо, без заранее обдуманных намерений, без интриги <…> официальная критика шестидесятых годов выпрямляла судьбу отечественного кинематографа».